# Gunnar Lundkvist
Gunnar Lundkvist, folkbokförd Gunnar Karl Ingemar Lundqvist, född 28 april 1958 i Sankt Matteus församling i Stockholm, är en svensk författare och serieskapare, känd för serien Klas Katt.

## Biografi
Lundkvist debuterade mycket ung som poet men har senare blivit mest känd för sina serier om Klas Katt och Olle Ångest. Både hans dikter och hans serier är präglade av djup melankoli. Serierna är tecknade i en naivistisk stil och har djur i huvudrollerna, vilket ger en kontrast mot det oftast tragiska och ångestladdade innehållet.
2004 tilldelades han priset Urhunden i kategorin "bästa originalsvenska seriealbum 2003" för seriealbumet Klas Katt går till sjöss. Juryns motivering löd: 
| ”                                  | Gunnar Lundkvists »Klas Katt« har under många år varit en unik serie av hög internationell klass. Serien närmar sig poesin i sin minimalistiska skildring av ett kompakt existentiellt mörker, men ger ändå plats för en svart och mänsklig humor. I det senaste albumet fördjupar och förnyar Lundkvist sitt uttryck ytterligare, inte minst genom att införa en strimma av hopp om försoning. | „ |
| – Juryns motivering, Urhunden 2004 | |   |

Gunnar Lundkvist var 1992–1996 gift med konstnären Anna Höglund (född 1958), som han även gett ut böcker med.

### Diktsamlingar
- 1974 – Träden gråter
- 1977 – Världen intresserar mig inte

### Serier
- 1979 – Klas Katt i Hell City
- 1987 – Klas Katt på nya äventyr
- 1988 – Klas Katt på upptäcktsfärd
- 1988 – Klas Katt och livets mysterier
- 1990 – Klas Katt går vilse
- 1992 – Klas Katt och Olle Ångest
- 1997 – Klas Katt biter ihop
- 2002 – Klas Katt på drift
- 2003 – Klas Katt går till sjöss
- 2010 – Klas Katt i vilda västern
- 2014 – Klas Katt blir deprimerad
- 2020 – Klas Katt får ett uppdrag

### Barnböcker (i samarbete medAnna Höglund)
- 1998 – Igelkotten och Mullvaden äter middag
- 1998 – Igelkotten och Mullvaden går och handlar
- 1999 – Igelkotten och Mullvaden spelar fotboll
- 1999 – Igelkotten och Mullvaden gör en utflykt

### Prosa
- 2016 – Min kompis Gunnar (urval av Nina Hemmingsson)
- 2018 – Igår målade jag en stubbe

### Övrigt
- 2007 – Hundtomten (fotocollage med text av Per-Eric Söder)
- 2007 (2012 i Frankrike) – Vertige (teckningar i samarbete med Helge Reumann)

## Priser och utmärkelser
- 1990 – BMF-plaketten för Klas Katt går vilse
- 1994 – Adamsonstatyetten
- 2004 – Urhunden för Klas Katt går till sjöss